# Archie Gray
Archie James Francis Gray, ou simplesmente Archie Gray (Durham, 12 de março de 2006) é um futebolista inglês que atua como meio-campo. Atualmente joga no Tottenham.

## Carreira

### Leeds United
Nascido em Durham, Gray ingressou no Leeds United na categoria sub-9. Ele progrediu rapidamente na categoria de base e um acordo teve que ser alcançado entre o Leeds United e a escola de Gray, a St John Fisher Catholic High School, em Harrogate, para que Gray faltasse às aulas para treinar com o time titular, a pedido do então técnico Marcelo Bielsa.
Em 18 de dezembro de 2021, aos 15 anos, Gray foi colocado no banco para um jogo da Premier League, contra o Arsenal. Se tivesse participado, teria quebrado o recorde de jogador mais jovem do Leeds United, estabelecido em 1962 por Peter Lorimer. Ele ficou no banco mais cinco vezes na temporada 2021–22, mas não entrou.
Ele assinou um contrato de bolsa de estudos de dois anos com o Leeds United em setembro de 2022.
Em 6 de agosto de 2023, ele fez sua estreia no Leeds United e como profissional no jogo de abertura da temporada da EFL Championship de 2023–24 contra o Cardiff City, em Elland Road. Gray apareceu 52 vezes em todas as competições, já que o Leeds perdeu na final dos playoffs para o Southampton. Em abril de 2024, ele foi premiado com o Jovem Jogador da Temporada da EFL Championship.

### Tottenham
Após negociar com o Brentford, assinou com o Tottenham em 2 de julho de 2024, clube da Premier League, por um valor não revelado, mas estimado em cerca de £ 40 milhões. Ele escolheu a camisa número 14.
Com a camisa dos Lilywhites, Gray fez sua primeira partida no amistoso contra o Cambridge United. A primeira partida oficial de Gray pelo clube aconteceu na vitória por 2 a 1 na Copa da Liga Inglesa, contra o Coventry City, em 18 de setembro. Estreou nas competições europeias jogando contra o Qarabağ, pela Liga Europa da UEFA, em setembro de 2024.

## Seleção Inglesa
Gray representou a Inglaterra dos níveis sub-16 ao sub-21. Ele também é elegível para representar a Escócia.
Em 17 de maio de 2023, Gray foi convocado para a seleção da Inglaterra para o Campeonato da Europa Sub-17 da UEFA de 2023.
Já tendo jogado na seleção sub-19 da Inglaterra, Gray fez sua estreia na seleção inglesa sub-20 em 16 de novembro de 2023, durante uma derrota por 3 a 0 para a Itália, no Eco-Power Stadium.
Em 22 de março de 2024, Gray marcou em sua estreia pela Inglaterra sub-21 em uma partida de qualificação para o Campeonato Europeu de Futebol Sub-21 de 2025 contra o Azerbaijão sub-21, na qual a Inglaterra venceu por 5–1 em Baku.

## Vida Pessoal
Ele é filho de Andy Gray e Giorgina. Ele é um dos quatro irmãos. Ele também é neto de Frank Gray e sobrinho-neto de Eddie Gray, todos jogaram pelo Leeds United e representaram a Escócia a nível internacional. Seu irmão Harry também joga na base do Leeds United.

## Títulos
Tottenham
- Liga Europa da UEFA: 2024–25[27]

### Prêmios individuais
- Time do ano da PFA da EFL Championship: 2023–24[28]
- Jovem Jogador da Temporada da EFL Championship: 2023–24[13]
- Aprendiz da Temporada da EFL Championship: 2023–24[13]
- Jovem jogador da temporada do Leeds United: 2023–24[29]
- London Football Awards: Jogador Jovem do Ano: 2025[30]